# Alda Wilson
Alda Wilson, född 29 april 1910, död 1996, var en friidrottare från Kanada. Hon deltog vid olympiska sommarspelen 1932.